# Musca rubiginea
Musca rubiginea este o specie de muște din genul Musca, familia Syrphidae. A fost descrisă pentru prima dată de Franz Paula von Schrank în anul 1803.
Este endemică în Germania. Conform Catalogue of Life specia Musca rubiginea nu are subspecii cunoscute.